# Centro de Saúde da Formosa

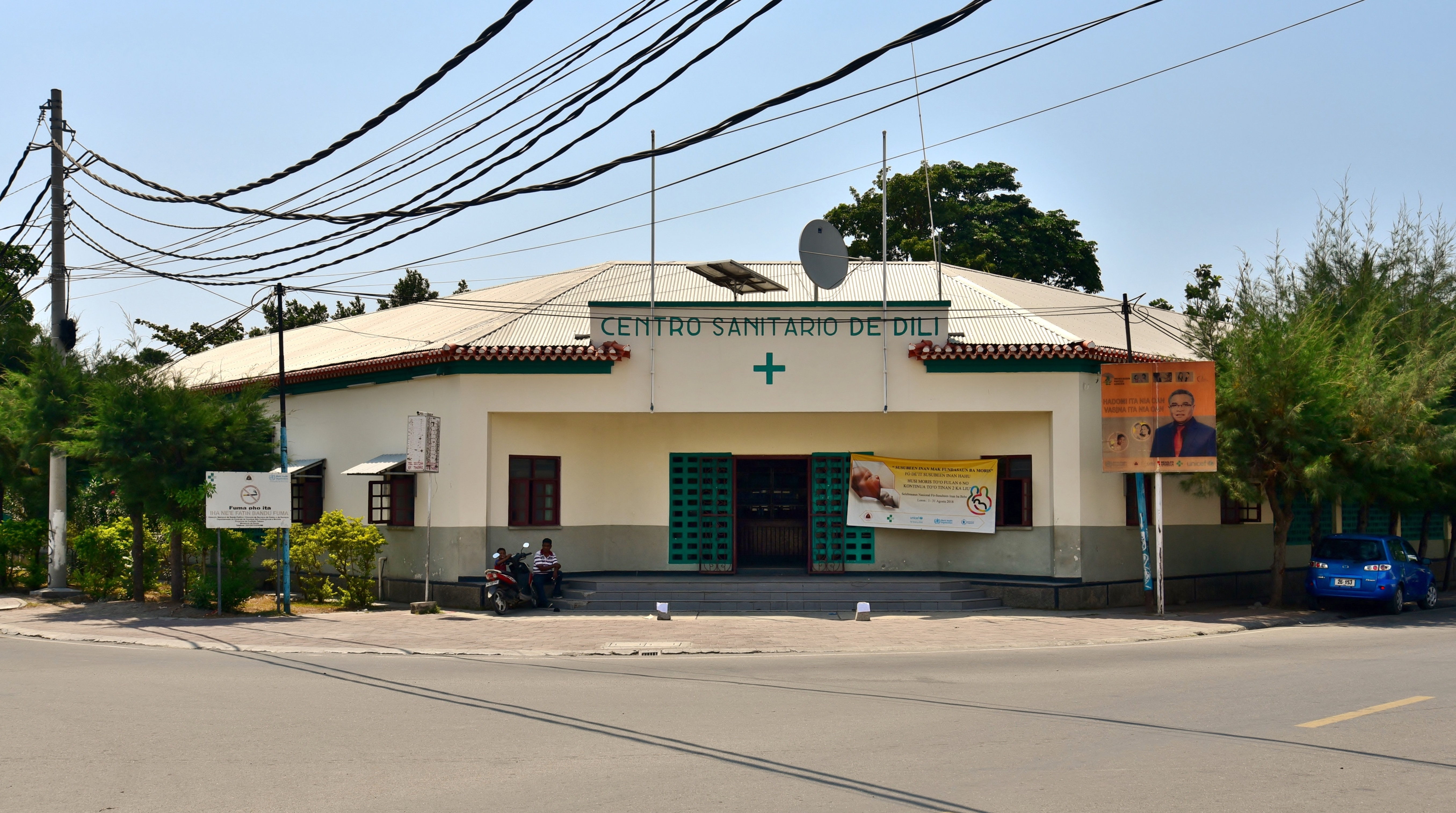
Haupteingang des Centro de Saúde

Das Centro de Saúde da Formosa (deutsch Zentrum für Gesundheit von Formosa) in der osttimoresischen Hauptstadt Dili ist ein kommunales Gesundheitszentrum, zur medizinischen Versorgung der Bevölkerung. Das historische Gebäude aus der portugiesischen Kolonialzeit befindet sich an der Ecke der Straßen Rua Formosa und Rua de Bé Fonte im Suco Gricenfor (Verwaltungsamt Nain Feto). Diagonal gegenüber befindet sich das Xanana Gusmão Sportzentrum mit dem Fußballplatz Kampo Demokrasia (deutsch Fußballfeld Demokratie).

Das Centro de Saúde da Formosa während der Kolonialzeit

Das erste Gebäude des Zentrums wurde von 1954 bis 1955 im Rahmen des ersten Entwicklungsplans für die Überseeprovinzen (1953–1958) errichtet. Architekt war der Portugiese José Manuel Galhardo Zilhão, der im Auftrag der Regierung unter anderem auch die Gebäude des Flughafens Dili (heute Flughafen Presidente Nicolau Lobato) und den heutigen Präsidentenpalast von Guinea-Bissau entworfen hat. Er arbeitete seit 1952 in Portugiesisch-Timor.

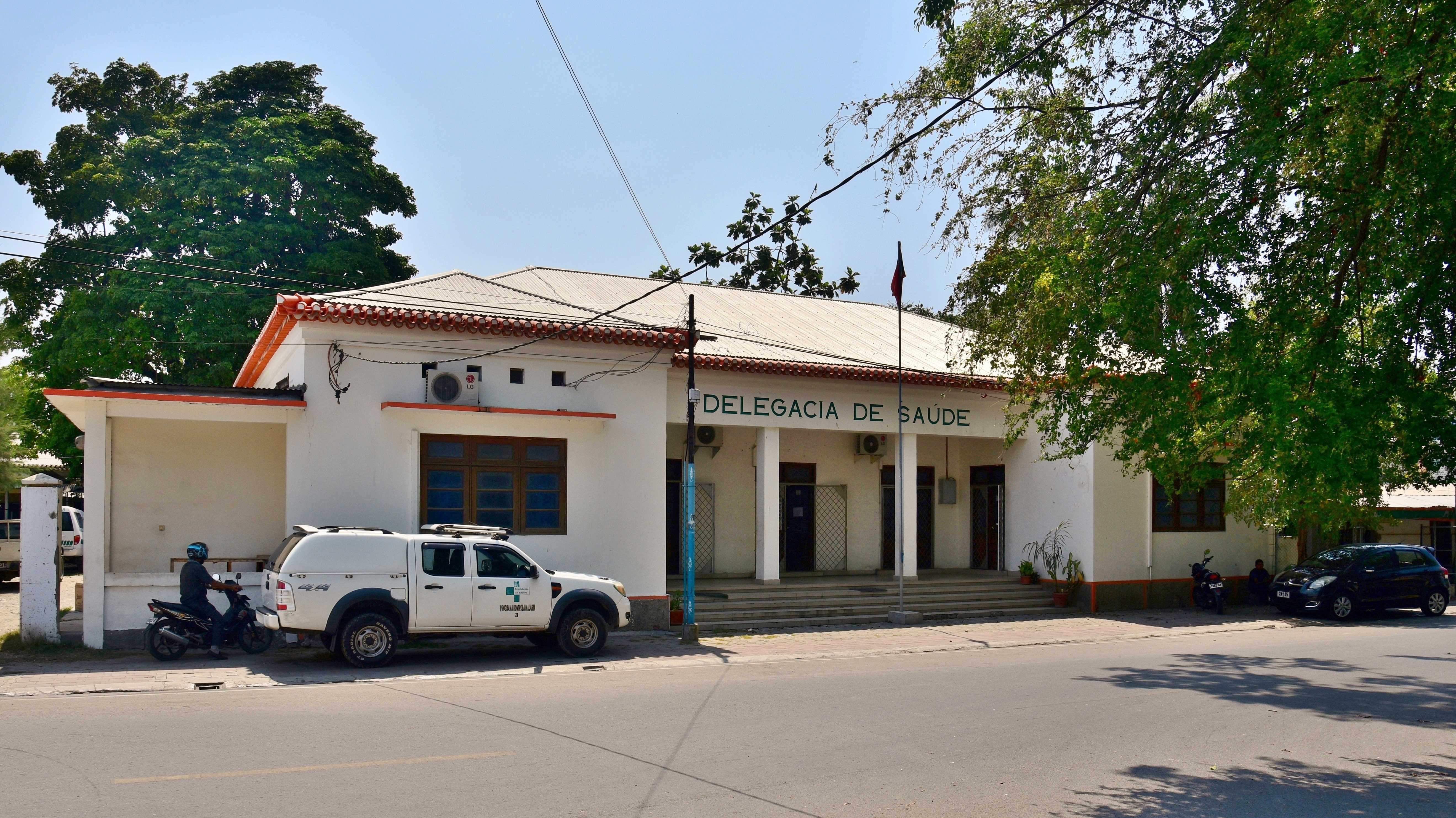
Das Mütterzentrum von 1958

Das eigentliche Gebäude besteht aus zwei Flügeln, die von der Straßenecke V-förmig abgehen. Im Flügel an der Südseite befinden sich Behandlungsräume, Büros und die Apotheke, der Ostflügel beherbergt Lagerräume und Garagen. Der Haupteingang des Zentrums mit dem Empfang befindet sich an der Stelle, wo die beiden Flügel an der Straßenecke zusammentreffen. Die Front zu den Straßen besteht aus zwei offenen Galerien. Ein Nebengebäude wurde 1956 am Ende des Flügels in der Rua de Formosa angeschlossen und steht mit der schmalen Seite zur Straße hin. 1966 wurde hier eine staatliche Apotheke eingerichtet. In einem abgetrennten Gebäude mit dreigeteilter Fassade und H-förmigem Grundriss wurde 1958 ein Mütterzentrum eröffnet. In Nord-Süd-Ausrichtung verlängerte es das Nebengebäude des Hauptkomplexes. 1959 wurde als letzter Abschnitt das Gebäude der Mission zur Bekämpfung von endemischen Krankheiten gebaut, das 1969 umgebaut wurde, um als Sitz des Gesundheitsamts zu dienen.
Die Gebäude dienen auch heute noch als Gesundheitszentrum und befinden sich daher, im Gegensatz zu anderen Gebäuden aus der Kolonialzeit in einem guten Zustand.